# Igor Wladimirowitsch Belkowitsch
Igor Wladimirowitsch Belkowitsch (russisch Игорь Владимирович Белькович, in englischer Transliteration Igor Vladimirovich Bel'kovich, * 2. Oktoberjul. / 15. Oktober 1904greg. in Urmary; † 30. Mai 1949 in Kasan) war ein sowjetischer Astronom.
Sein Sohn Oleg Igorewitsch Belkowitsch (1934–2020) war ebenfalls Astronom.

## Leben
Igor Wladimirowitsch Belkowitsch wurde am 15. Oktober 1904 als Sohn des Möbelfabrikanten Wladimir Nikolajewitsch Belkowitsch und dessen Frau, geborene Elena Nikolajewna Domratschewa, im Dorf Urmary unweit von Kasan geboren.
Nach dem Besuch der Handelsschule in Kasan studiere Belkowitsch ab 1922 an der physikalisch-mathematischen Fakultät der staatlichen Universität Kasan und schloss 1927 mit dem Spezialgebiet Astronomie ab. 1928 trat er seine Arbeit als Mathematiker an der Engelhardt-Sternwarte an.
1930 wurde er dort zum Assistenten befördert, 1932 zu einem leitenden Wissenschaftler des Observatoriums.
In dieser Zeit gelang Belkowitsch mittels heliometrischer Messungen der Nachweis, dass die Mondradien in Ost- und Westrichtung nicht konstant sind, sondern die Mondgestalt komplizierter sein muss. Daraus entstand seine Dissertation, mit der er 1938 an der Kasaner Universität die Doktorwürde erlangte. Bei den Mondbeobachtungen und ihren Auswertungen arbeitete er vor allem mit Awenir Alexandrowitsch Jakowkin und Anatoli Alexejewitsch Nefedjew zusammen. Über das Thema der Libration des Mondes verfasste er auch ein Buch mit dem Titel Physische Libration des Mondes.
Am 7. Dezember 1940 wurde er am astronomischen Lehrstuhl zum Dozenten ernannt.
Igor Wladimirowitsch Belkowitsch starb unerwartet am  30. Mai 1949 im Alter von 44 Jahren.

## Ehrungen
- Im Jahre 1964 benannte die Internationale Astronomische Union den Mondkrater Bel'kovich offiziell nach Igor Wladimirowitsch Belkowitsch.[4][5]